# ديفيد برينكلي
ديفيد مكلور برينكلي (بالإنجليزية: David McClure Brinkley) (في الفترة من 10 يوليو 1920 حتى 11 يونيو 2003) كان قارئ نشرة أخبار أمريكيًا عمل في إن بي سي وإيه بي سي منذ عام 1943 حتى عام 1997.
في الفترة من 1956 إلى 1970، شارك في تقديم أكثر برامج الأخبار الليلية تميزًا على إن بي سي، وهو تقرير هنتلي وبرينكلي (Huntley–Brinkley Report)  مع تشيت هنتلي (Chet Huntley)، وظهر بعد ذلك مشاركًا أو معلقًا في البرنامج الذي جاء بعده، وهو أخبار إن بي سي المسائية (NBC Nightly News)،  وذلك في سبعينيات القرن العشرين. وفي ثمانينيات وتسعينيات القرن العشرين، عمل برينكلي مضيفًا في برنامج يوم الأحد الشهير هذا الأسبوع مع ديفيد برينكلي (This Week) ومن كبار المعلقين على تغطية وكالة أنباء إيه بي سي لليلة الانتخابات. وعلى مدار حياته المهنية، تلقى برينكلي عشر جوائز إيمي، وثلاث جوائز جورج فوستر بيبودي ووسام الحرية الرئاسي.
ألّف برينكلي ثلاثة كتب، منها كتابه الصادر في عام 1988 بعنوان واشنطن في الطريق إلى الحرب (Washington Goes to War) الأكثر رواجًا والذي حاز على استحسان النقاد، ويتناول الحديث عن تغيير الحرب العالمية الثانية لكثير من معالم واشنطن. واعتمد إلى حد كبير في سرده للتاريخ الاجتماعي للبلاد على ملاحظاته التي شهدها عندما كان مراسلاً صغيرًا في المدينة.

## النشأة
وُلد برينكلي في ويلمينغتون، كارولاينا الشمالية، وكان الابن الأصغر من بين خمسة إخوة للسّيد ويليام جراهام برينكلي (William Graham Brinkley) والسّيدة ماري ماكدونالد برينكلي (Mary MacDonald Brinkley). وبدأ في الكتابة بإحدى الجرائد المحلية وهي ويليمنغوتن مورنينج ستار (Wilmington Morning Star)، بينما كان لا يزال يدرس في مدرسة نيو هانوفر هاي سكول الثانوية. وتوجه إلى جامعة نورث كارولينا في تشابل هيل وجامعة إيموري وجامعة فاندربيلت، وذلك قبل قضاء الخدمة العسكرية في القوات البرية للولايات المتحدة سنة 1941. وبعد صرفه من الخدمة سنة 1943، انتقل إلى واشنطن العاصمة بحثًا عن وظيفة في الإذاعة في وكالة أنباء سي بي إس. وبدلاً من ذلك، عمل في وكالة أنباء إن بي سي؛ حيث أصبح مراسلها في البيت الأبيض - وكان ذلك أول ظهور له على شاشة التلفاز.

## الحياة المهنية
في سنة 1952، بدأ برينكلي عمله كمراسل واشنطن لبرنامج الأخبار المسائية في تليفزيون إن بي سي، وهو كامل نيوز كارافان (Camel News Caravan) (تغير الاسم على مر السنين) الذي يقدّمه جون كاميرون سويزي (John Cameron Swayze). وفي سنة 1956، درس مديرو وكالة أنباء إن بي سي الإمكانات المختلفة المتعلقة بتغطية الشبكة للمؤتمرات السياسية التي ينظمها الحزب الديمقراطي والحزب الجمهوري، وعندما اقترح جي ديفيدسون تايلور (J. Davidson Taylor) الجمع بين مذيعين (كان يفكر في بيل هنري (Bill Henry) وراي شيرر (Ray Scherer))، بالإضافة إلى المنتج روفن فرانك (Reuven Frank) - الذي أشاد بعمل برينكلي - وجوزيف مايرز (Joseph Meyers) مخرج الأخبار في إن بي سي - الذي كان يفضل تشت هنتلي (Chet Huntley)، عرض فكرة أن يُقدم البرنامج بمشاركة من هنتلي وبرينكلي. ووافقت الإدارة على ذلك، ولكن لم يكونوا على يقين من نجاح الفريق، فأعلنوا أنه سيستمر لشهرين. وكانت الأيام كفيلة بتبديد مخاوفهم.
وأدى الثنائي أداءً رائعًا لدرجة أنهما في 29 أكتوبر 1956 أصبحا ركنًا ركينًا في نشرة الأخبار المسائية - هنتلي في نيويورك سيتي وبرينكلي في واشنطن العاصمة، حيث أطلق عليه حديثًا اسم تقرير هنتلي وبرينكلي. كان برينكلي الذي يتميز بخفة دمّه يعوض النبرة الحادة لهنتلي، وذاع صيت البرنامج عند الجمهور الذي سئم النبرة الجادة التي لا تنقطع في نشرات أخبار سي بي إس في هذا الوقت. وكان برينكلي يتمتع بقدرة على تبسيط المعلومة في جمل واضحة سرعان ما تستقر في الأذهان، الأمر الذي أكسبه سمعة بين الكتاب الموهوبين، وعلاقاته في واشنطن جعلت شخصًا مثل روجر مد (Roger Mudd) - أحد العاملين في سي بي إس - يبدي احترامه له قائلاً، «برينكلي، من بين جميع العاملين في التلفزيون، قد يكون الأكثر إحساسًا بالمدينة وأكثر من يتفهم طبيعتها النفسية والعقلية. إنه يعرف واشنطن ويعرف الناس.» وفي الأعم الأغلب كان يُوصف بـ «الساخر»، فذات مرة اقترح على الهواء مباشرة أن أفضل حل لمعضلة ما إذا كان بالإمكان تغيير اسم سد بولدر (Boulder Dam) إلى سد هوفر (Hoover Dam) هو أن يقوم الرئيس هربرت هوفر (Herbert Hoover) بتغيير اسمه إلى «هربرت بولدر» (Herbert Boulder).
كذلك، ظهرت سخريته الساخطة في حادثة أخرى في الليلة الثالثة من مؤتمر الحزب الديمقراطي في واشنطن عام 1968. بعد استمرار المخالفات التي جرت على منصة المؤتمر من المراسلين - بالمقاطعة والتعتيم من الفريق الإعلامي المؤيد لـ هوبرت همفري (Hubert Humphrey)، والتي كان يُعتقد أن لهذا علاقة بالزعيم السياسي ريتشارد دالي (Richard J. Daley)، فحينئذ سجل برينكلي اعتراضه على تصرفات دالي وادعى تدخله في حرية الإعلام بعد التعيين المحموم من السيناتور إبراهام ريبيكوف (Abraham Ribicoff) لـ جورج ماكجفرن (George McGovern). وربما كان ردًا منه على غرفة التحكم ولأجل الموضوعية - وعلمًا بأن ديلاي رفض الحضور في برنامج جون تشانسلر (John Chancellor) وفي وقت سابق في المساء، ظهر صوت برينكلي أثناء حديث ماكجفرن وهو يشكو قائلاً: ماير دالي انتهى وقته!
والمصطلح المستخدم في الخاتمة المثيرة للاهتمام لكل نشرة أخبار مسائية كان هو «طابت لياتك يا تشت، طابت ليلتك يا ديفيد»، ثم تبدأ ألحان الجزء الثاني من سيمفونية بيتهوفن التاسعة في العزف مع نزول قائمة أسماء العاملين في البرنامج. وكان برنامج تقرير هنتلي وبرينكلي هو البرنامج الأمريكي الأشهر حتى تغلب عليه برنامج أخبار المساء من سي بي إس (CBS Evening News) بنهاية ستينيات القرن العشرين، الذي يقدمه والتر كرونكايت (Walter Cronkite). وحصل برينكلي ورفيقه على شهرة عارمة لدرجة أن برينكلي اضطر إلى تقليص تقاريره عن هبرت همفري في انتخابات غرب فيرجينيا سنة 1960، لأن الناس كان يهتمون به أكثر مما يهتمون بالمرشح. ومن سنة 1961 إلى سنة 1963، قدم برينكلي مجلة إخبارية بعنوان جريدة ديفيد برينكلي في ساعات الاستماع القصوى. وفاز البرنامج الذي ينتجه تيد ييتس (Ted Yates) بجائزة جورج فوستر بيبودي وجائزتي إيمي.
وعندما اعتزل هنتلي تقديم البرنامج الإخباري المسائي في 1970، سمي البرنامج نشرة أخبار الليل من إن بي سي، واشترك برينكلي في التقديم مع جون تشانسلر وفرانك ماكجي (Frank McGee). وفي سنة 1971، أصبح تشانسلر هو المقدم الوحيد للبرنامج وعمل برينكلي معلقًا عليه، حيث كان يعبر عن نفسه في ثلاث دقائق عدة مرات في الأسبوع تحت عنوان جريدة ديفيد برينكلي. وفي سنة 1976، رغم قرار إن بي سي بإعادة نظام التقديم الثنائي، عاد برينكلي من جديد ليقدّم قسم واشنطن للشبكة حتى أكتوبر سنة 1979. ومع ذلك لم يُحقق في السنوات الأولى من أخبار المساء الشهرة الواسعة التي تمتع بها في تقرير هنتلي وبرينكلي. ومن جانب إن بي سي، فقد حاولت إطلاق العديد من برامج المجلات الإخبارية من تقديم برينكلي في سبعينيات القرن العشرين، جميعها لم يحقق النجاح المطلوب. ثم كانت النهاية التعيسة عندما غادر برينكلي إن بي سي سنة 1981، فكان برنامج مجلة إن بي سي هو آخر ظهور له على هذه الشبكة.
وبعد ترك إن بي سي مباشرة، عرض عليه العمل في إيه بي سي. وكان رون أرليدج (Roone Arledge) رئيس وكالة إيه بي سي حريصًا على استبدال برنامج الأخبار قضايا وحلول (Issues and Answers) الذي يُعرض صباح الأحد، والذي طالما كان يتعثر خلف برنامج وجه الأمة (Face the Nation) في محطة سي بي سي وبرنامج قابل الإعلام (Meet the Press) في إن بي سي. اختير برينكلي لهذه المهمة، وبدأ عمله في سنة 1981 في برنامج هذا الأسبوع مع ديفيد برينكلي (This Week with David Brinkley). أحدث برنامج هذا الأسبوع انقلابًا كبيرًا في شكل برنامج أخبار صباح الأحد، فلم يكتف باستضافة عدد من المراسلين لكبار المسؤولين، بل تلا ذلك مائدة نقاشية للآراء المتعددة. وهذا الشكل أثبت نجاحه بجدارة، وسرعان ما قلده منافسوه في إن بي سي وسي بي إس، فضلاً عن البرامج الأخرى التي جاءت بعد ذلك.

## الاعتزال
قبل أيام من إعلان اعتزاله من التغطية الإعلامية، ارتكب برينكلي خطأً غير عادي على الهواء مباشرة أثناء تغطية مسائية لـ الانتخابات الرئاسية سنة 1996، حيث ظن أن هناك فاصلاً إعلانيًا. سأله أحد زملائه عن رأيه في إعادة انتخاب بيل كلنتون (Bill Clinton). حيث أطلق على كلينتون «الوضيع» وأضاف قائلاً: «السنوات الأربع القادمة ستكون حافلة بالكلام الرنان والموسيقى الرائعة والكثير من السخف المفزع!» أشار إليه أحد أعضاء الفريق بأنهم لا يزالون على الهواء. فقال برينكلي: «حقًا؟ حسنًا، إنني سأغادر على أي حال!» وأخذ برينكلي هذا الخطأ كفرصة للاعتذار أثناء المقابلة الفردية التي أجراها مع كلينتون بعد هذا الحدث بأسبوع أو أكثر قليلاً.
اختفى برينكلي من الظهور في هذا الأسبوع منذ 10 نوفمبر 1996، ولكن كان يظهر في تعليقات قصيرة على البرنامج حتى سنة 1997. ثم اعتزل العمل التليفزيوني نهائيًا. ظل صحفيًا إلكترونيًا لما يربو عن خمسين عامًا ومقدمًا أو مضيفًا في برامج يومية أو أسبوعية على التلفاز الوطني لما لا يقل عن أربعين عامًا. وشهد على مدار حياته العملية بداية نشرات الأخبار وصولاً إلى عصر المعلوماتية.
وأثناء حياته العملية، فاز بعشر جوائز إيمي وثلاث جوائز جورج فوستر بيبودي. وفي سنة 1992، منحه الرئيس جورج بوش الأب وسام الحرية الأمريكي - أعلى وسام تكريمي للمدنيين في البلاد. ولقّبه بوش بأنه «أكبر رجال البرامج الصحافية»، ولكن برينكلي كان شديد التواضع. وفي مقابلة شخصية معه سنة 1992، قال: «في مجمل حياتي، كنت مجرد مذيع يغطي الأحداث ويكتب ويناقش ملابساتها.»
ومن أبنائه آلان برينكلي (Alan Brinkley) المؤرخ والرئيس السابق لمجلس إدارة جامعة كولومبيا، وجويل برينكلي (Joel Brinkley) الصحفي الحائز على جائزة بوليتزر والأستاذ بجامعة ستانفورد.
وتُوفي برينكلي سنة 2003 في بيته في هوستن في تكساس، بعد أن عانى من مضاعفات بعد حادث سقوط. ودفن جثمانه في مقابر أواكدالي بمنطقة ويليمنغتون في كارولاينا الشمالية.

## مساره المهني في التلفزيون
- 1951 - 1956 كامل نيوز كارافان (Camel News Caravan) (مراسل)
- 1956 - 1970، وكالة أنباء إن بي سي/تقرير هنتلي وبرينكلي
- 1961 - 1963يوميات ديفيد برينكلي، من إنتاج تيد ييتس، يُبث مساء الاثنين.
- 1971 - 1976نشرة إن بي سي الليلية (معلّق فقط)
- 1976 - 1979نشرة إن بي سي الليلية (أحد المقدمين)
- 1980 - 1981 مجلة إن بي سي مع ديفيد برينكلي
- 1981 - 1996هذا الأسبوع مع ديفيد برينكلي
- 1981 - 1998ليلة أخبار العالم من إيه بي سي (معلّق)